# 81
Cette page concerne l'année 81  du calendrier julien. Pour l'année 81 av. J.-C., voir 81 av. J.-C. Pour le nombre 81, voir 81 (nombre).
L'année 81 est une année commune qui commence un lundi.

## Événements
- 13 septembre : mort de Titus[1].
- 14 septembre : le sénat romain vote le pouvoir impérial à Domitien, frère de Titus, empereur romain. Les Frères Arvales font un sacrifice en son honneur (fin de règne en 96)[2].

- Agricola, gouverneur de Bretagne, fortifie la ligne Tyne-Solway Firth où il établit la frontière nord de la province[3].
- Construction d’un camp romain à Lambèse (Lambaesis) par la IIIe Légion Augusta pour la défense de la Numidie[4].
- 27 août : Naissance de Nanncy Cerny. (à vérifier)

## Décès en 81
- 13 septembre : Titus, empereur romain, meurt de la peste à l'âge de 41 ans.